# McFarland (Californie)
Pour les articles homonymes, voir McFarland.
McFarland, anciennement Hunt et Lone Pine, est une ville du comté de Kern en Californie, aux États-Unis.

## Démographie
| 1960  | 1970  | 1980  | 1990  | 2000  | 2010   |
| ----- | ----- | ----- | ----- | ----- | ------ |
| 3 686 | 4 177 | 5 151 | 7 005 | 9 618 | 12 707 |

## Jumelages
Huatusco (municipalité) (Mexique)